# Teletex

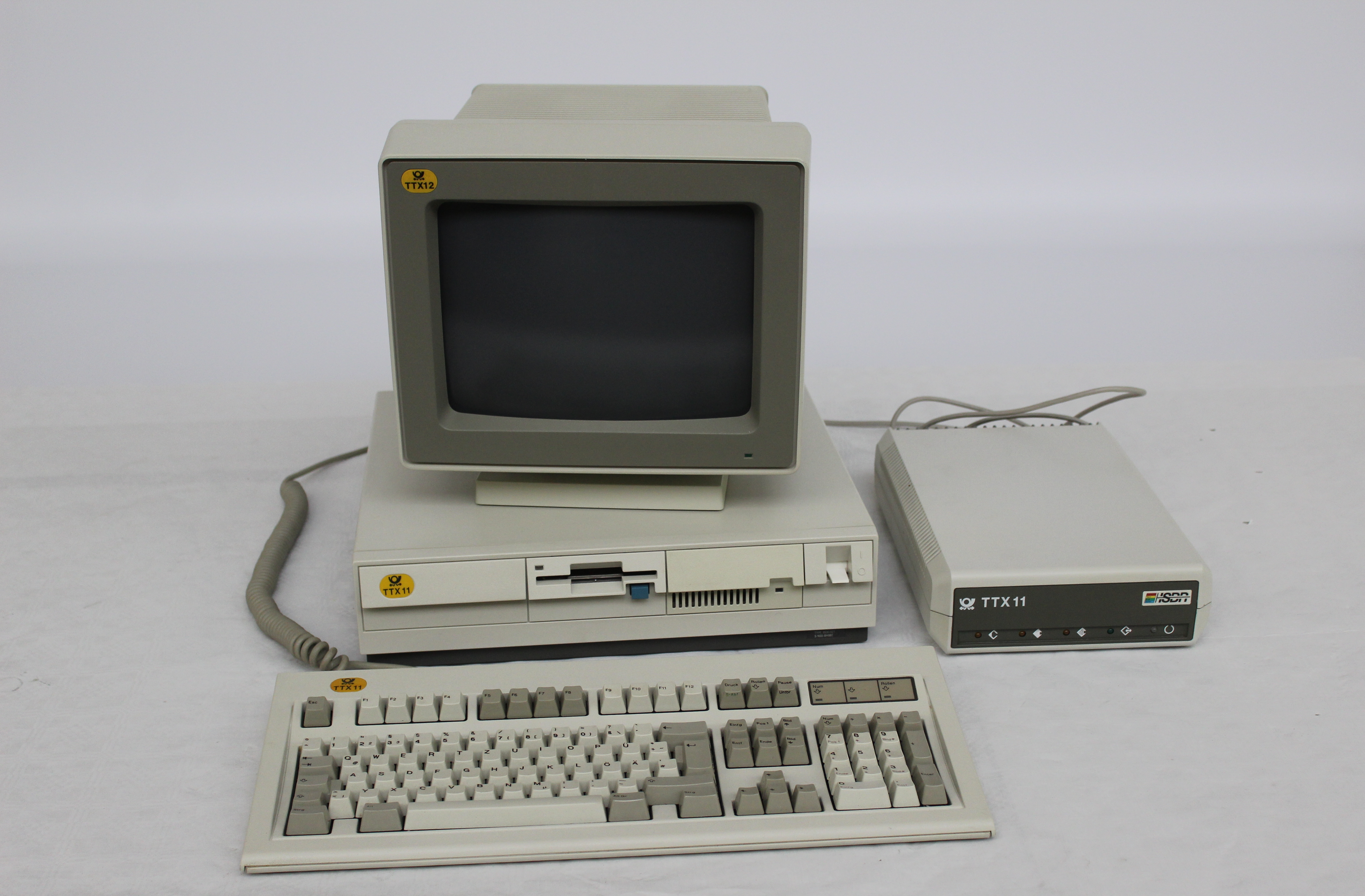
TTX11 terminál přeznačený na IBM PS/2

Teletex byla ITU-T specifikace F.200 pro textovou a dokumentovou komunikační službu, která mohla být poskytována prostřednictvím telefonních linek. Byla rychle nahrazena elektronickou poštou; jméno Teletex však přežívá v několika atributech standardu X.500 používaných v LDAP.

## Úvod
Teletex byl navržen jako vylepšení standardní telexové služby. Komunikační služba telexu mezi terminály by se pomocí teletexu přeměnila na systém přenosu dokumentů mezi kancelářemi. Teletex předpokládal přímou komunikaci mezi elektronickými psacími stroji, textovými procesory a osobními počítači. Tyto jednotky měly paměť pro přenos a příjem zpráv. Použití těchto zařízení výrazně rozšířilo znakovou sadu dostupnou pro přípravu dokumentů.

## Vlastnosti

### Znakové sady
Kromě standardní znakové sady podporoval teletex bohatou sadu grafických symbolů a rozsáhlou sadu řídicích znaků. Sada řídicích znaků pomáhala při přípravě a reprodukci dokumentů. Umožňovaly zejména umístění tiskového prvku, určení orientace stránky, levého a pravého okraje, svislého řádkování a použití podtržení. Funkce ovládání stránky umožňovala používat pro příjem zpráv standardní papíry formátu A4 namísto souvislého kancelářského papíru používaného v běžných telexových systémech.

### Vysílání a příjem
Teletex byl navržen pro operace na pozadí a na popředí. Vysílání a příjem zpráv měly probíhat na pozadí bez ovlivnění práce, kterou mohl uživatel vykonávat na zařízení v popředí. Jinými slovy, uživatel mohl připravovat nový dokument, zatímco jiný dokument byl odesílán nebo přijímán. Teletex také udržoval kompatibilitu s tehdejším telexem a spolupracovat s ními. Telexové postupy vyžadovaly výměnu hlavičkových informace před vlastním přenosem dokumentu. Záhlaví se skládalo z čtyři částí:
- Část 1: ID cíle,
- Část 2: ID odesilatele,
- Část 3: časové razítko,
- Část 4: Odkazy na dokument.

Pro ID odesilatele je 24 znaků pro identifikátor zdroje/cíle, 14 znaků pro datové a časové razítko a 7 znaků pro odkaz na dokument (který také určoval počet stránek v dokumentu). ID cíle/zdroje se skládal z čtyř polí: 
- Pole 1: kód země/sítě
- Pole 2: Národní účastnické číslo,
- Pole 3: Vyhrazeno pro další použití,
- Pole 4: Kód terminálu/vlastníka/majitele.

Počet znaků přidělených každému z výše uvedený polí byl proměnný, přičemž maximální počet znaků pro každé pole byl 24 znaků.